# مسجد بلال (بيت لحم)
مسجد بلال بن رباح يُطلق عليه أيضًا قبة راحيل أو قبر راحيل هو بناء ديني مملوكي/ عثماني يقع على الطريق الواصل بين القدس والخليل بالقرب من المدخل الشمالي لمدينة بيت لحم في فلسطين. يُنسب إلى الصحابي بلال بن رباح وإلى راحيل زوجة النبي يعقوب ووالدة النبي يوسف. وهو مُقام على شكل قبّة ويُعتبر مُقدسًا بالنسبة للمسلمين والمسيحيين واليهود.

## التاريخ
يؤمن معتنقوا الديانات السماويّة أن يعقوب قد مرّ في القرن السابع عشر قبل الميلاد بطريق الخليل عندما ماتت زوجته راحيل عند مدخل بيت لحم، فقرر دفتها وبناء قبر هرمي من 12 حجرًا. وقد تحوّل القبر بعد الفتح الإسلامي لفلسطين في القرن السابع للميلاد إلى مُصلّى إسلامي يُعتقد أن بلال بن رباح أذّن فيه. وقد شهد المكان تغييرات في العصر المملوكي والعثماني حتى القرن التاسع عشر، حيث تمّت إضافة بعض الجدران وغرفتين إلى المبنى الأصلي.
سيطرت إسرائيل على المكان عقب احتلالها للضفّة الغربيّة بعد حرب 1967. ورغم أنها لم تحدث تغييرات كبيرة فيه فإن الفلسطينيين لا يمكنهم الوصول إلى المسجد، وأغلبيّة زوار المكان هم من اليهود، حيث أحاطت القبّة بأسوار بعد إنشاء جدار الفصل. ويفصل الجدار المنطقة الشمالية من بيت لحم عن قبة راحيل التي ترتبط بطريق مع مستوطنة غيلو القريبة.
لقد أقام الجيش الإسرائيلي حاجزًا دائمًا قرب قبة راحيل عام 2005، أُطلق عليه اسم حاجز قبة راحيل (أو حاجز 300 العسكري).

## الحماية
أصدرت الحكومة الإسرائيلية بتاريخ 21 شباط/ فبراير 2010 قرارًا يقضي بإدراج موقعيّ قبة راحيل والحرم الإبراهيمي في الخليل ضمن قائمة التراث القومي اليهودي. إلاّ أن منظمة الأمم المتحدة للتربية والعلوم والثقافة (اليونسكو) أدانت القرار الإسرائيلي في تشرين الأول/ أكتوبر 2010، وأكدّت أنهما جزءان من التراث الإسلامي في فلسطين.

## صور

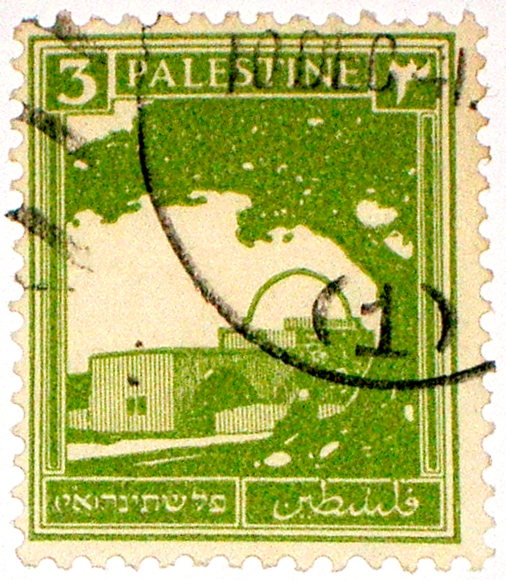
طابع فلسطيني يعود لعام 1927، يصوّر مسجد بلال (قبر راحيل).

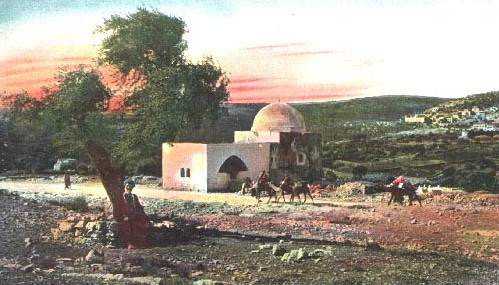
1910
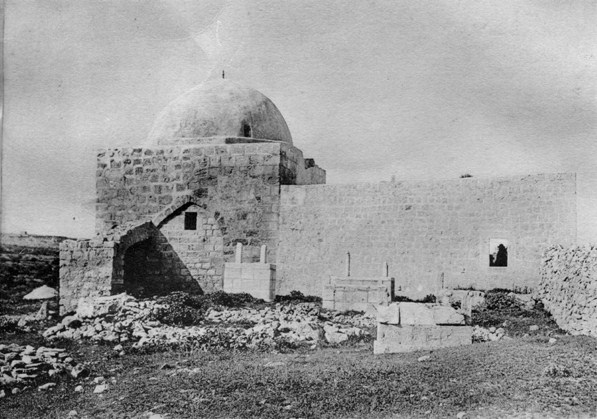
1912
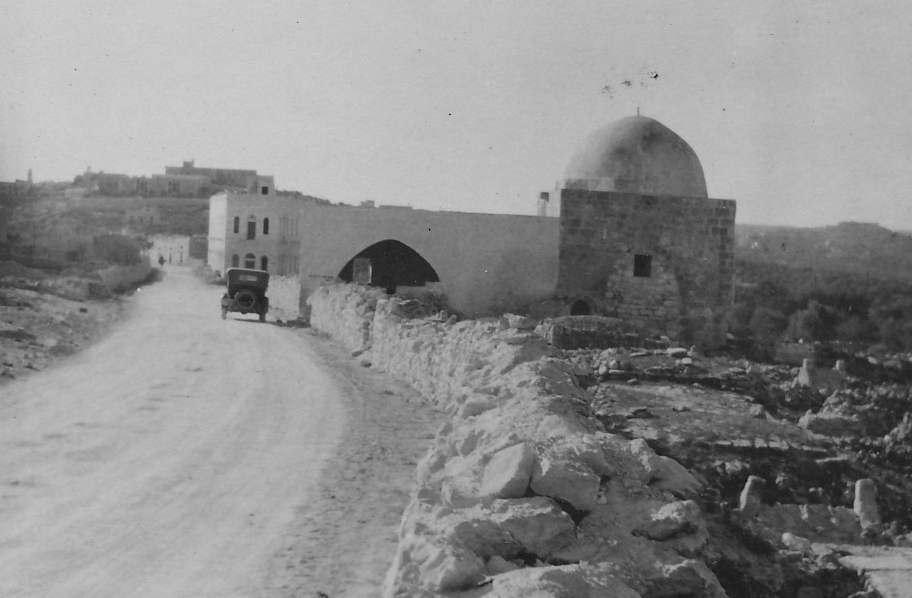
1930
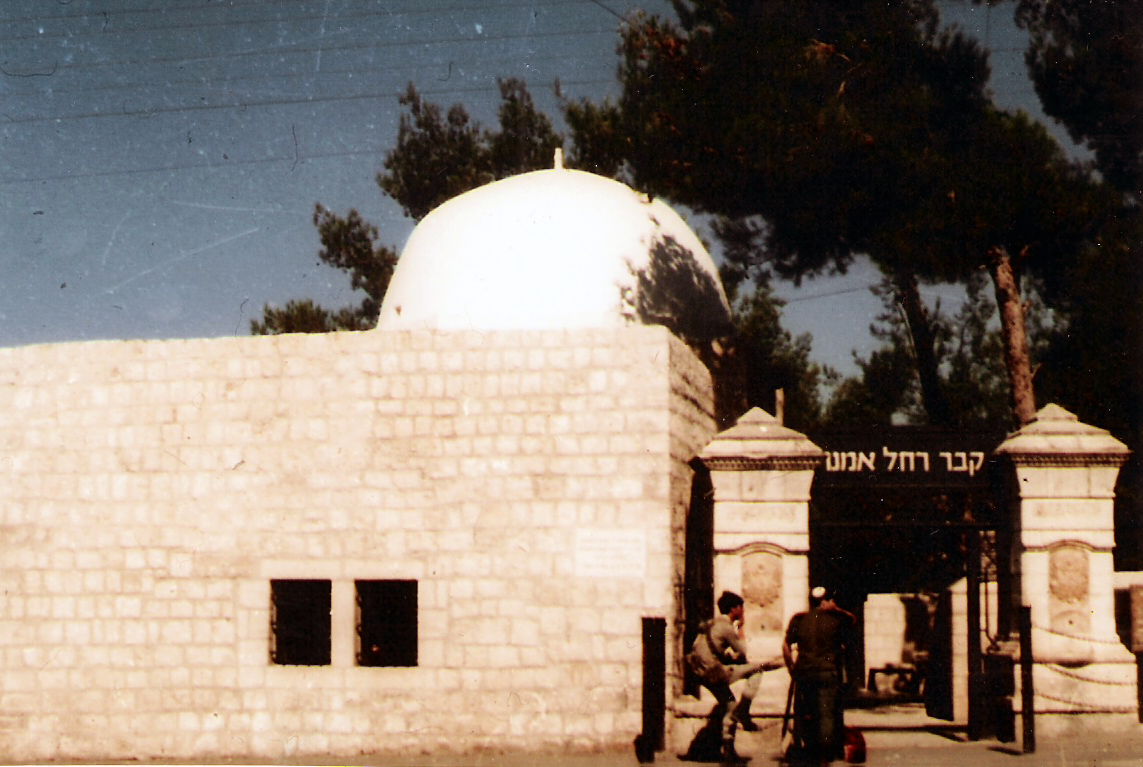
1978

## وصلات خارجية
- صورة جويّة لمسجد بلال (قبة راحيل) شمال بيت لحم، ويكيمابيا